# سنگیسار
سنگیسار یک منطقه مسکونی در افغانستان است که در ولسوالی زرهی و نزدیکی شهر قندهار واقع شده است. این ناحیه تقریباً ۲۴۰۰ نفر جمعیت دارد. این ناحیه اقامتگاه پیشین ملا عمر رهبر طالبان بود که میان پایان جهاد ضد شوروی در سال ۱۹۸۹ و راه‌اندازی جنبش طالبان در سال ۱۹۹۴ در آنجا زندگی می‌کرد. وی در آنجا به عنوان مبلّغ و مربی دینی کار می‌کرد.